# Bathygnathia segonzaci
Bathygnathia segonzaci är en kräftdjursart som först beskrevs av Philippe Cals 1982.  Bathygnathia segonzaci ingår i släktet Bathygnathia och familjen Gnathiidae. Inga underarter finns listade i Catalogue of Life.